# 大木幸介
大木 幸介（おおき こうすけ、1918年8月23日 - ）は、日本の化学・生理学者。

## 略歴
東京府（現東京都世田谷区）生まれ。1941年東京薬学専門学校卒、1944年九州帝国大学農学部農芸化学科卒業。1955年九州大学医学博士。九州大学木材研究所、生産科学研究所助手、九州大学医学部講師、信州大学繊維学部教授、江南女子短期大学教授を務めた。専門の分子生理学、生化学の立場から、幅広く研究、執筆活動を行った。

## 著書
- 『生物量子化学』共立出版 1950
- 『有機量子化学』共立出版 1952
- 『細胞量子化学』南江堂 1957
- 『触媒量子化学』南江堂 1958
- 『分子機械 人体のオートメーション』日刊工業新聞社 1960
- 『入門量子生物学』南江堂 1963
- 『入門分子薬理学 くすりの効き方・使い方』南江堂 1965
- 『薬はなぜ効くか その解明と使い方』(健康の科学シリーズ) 実業之日本社 1965
- 『入門量子化学』南江堂 1966
- 『恐怖の人工毒』実日新書カルチュア 実業之日本社 1967
- 『人間の分子像』(紀伊国屋新書) 紀伊国屋書店 1968
- 『量子生物学 分子下生命像は解けるか』講談社(ブルーバックス) 1969
- 『分子薬理学 ドラッグデザインと副作用』南江堂 1970
- 『量子化学入門 電子レベルで見直した化学の世界』講談社 (ブルーバックス) 1970
- 『公害の人間学 原因物質を解析する』講談社 (ブルーバックス) 1971
- 『入門分子生理学』南江堂 1973
- 『人間を考えた薬の話 分子薬理学入門』講談社 (ブルーバックス) 1973
- 『心のコントロール 子分レベルからの近似』(医歯薬ブックス)医歯薬出版 1974
- 『人間栄養学のすすめ 食品はどこまで近代化できるか』講談社 (ブルーバックス) 1976
- 『ドラッグデザイン 分子構築と人間』(化学の領域選書) 南江堂 1978
- 『脳をあやつる分子言語 知能・感情・意欲の根源物質』講談社(ブルーバックス) 1979
- 『心の分子メカニズム』(叢書・脳を考える) 紀伊国屋書店 1982
- 『感情はいかにしてつくられるか』講談社現代新書 1983
- 『脳と快感 脳内麻薬物質と快感のメカニズム』実業之日本社 1983
- 『こころの量子論 こころの構造と脳』日経サイエンス 1984
- 『毒物雑学事典 ヘビ毒から発ガン物質まで』講談社 (ブルーバックス) 1984
- 『脳から心を読む あるブレイン・ストーリー』講談社(ブルーバックス) 1986
- 『「絵典」毒の百科 予防と救急の情報ブック』吉田類ほかイラスト ダイヤモンド社 1987
- 『脳内麻薬と頭の健康 気分よければ頭もまたよし』講談社 (ブルーバックス) 1988
- 『脳がここまでわかってきた 分子生理学による「心の解剖」』光文社(カッパ・サイエンス) 1989
- 『麻薬・脳・文明 物質から精神を解明する』光文社 (カッパ・サイエンス) 1990
- 『脳と心の化学』(ポピュラーサイエンス) 裳華房 1993
- 『やる気を生む脳科学 神経配線で解く「意欲」の秘密』講談社 (ブルーバックス) 1993
- 『心がここまでわかってきた 分子生理学が解明した「知・情・意」』光文社 (カッパ・サイエンス) 1994
- 『ヒトの心は脳のここにある 脳のメカニズムと心の不思議関係』(Kawade夢新書)河出書房新社 1996
- 『「愛する心」が脳でわかる』講談社 1996
- 『人間を幸福にする脳という「道具」』新講社 1997
- 『気持ちの切りかえの上手い人、下手な人 しなやかに、やわらかく生きるために』青春出版社(プレイブックス) 1999

### 共著・監修
- 『精神医学と分子生理学』稲永和豊共著 医学書院 1968
- 『現代の栄養学』高木和男共著 南江堂 1969
- 『洗剤の科学』今木喬,富山新一共著 ドメス出版 1970
- 『脳と心の健康を守りたい人へ』朝倉哲彦共著 (やさしい医学と健康のシリーズ) 東洋出版 1993
- 『欲脳 あなたを動かしている「正体」』北村美遵共著 光文社(カッパ・ブックス) 2000
- 『速聴が10分でわかる本 超かんたん脳力開発法』田中孝顕共著 きこ書房 2002
- 『誕生!あらゆるガンに速く確実に効くAMT即効アガリクス』監修 東洋出版 2003
- 『酵素処理・発酵アガリクスでガンと闘う 速く確実に効くアガリクスを選びたい!』監修 東洋出版 2004

### 翻訳
- L.L.Ingraham『生化学反応機構』(現代化学シリーズ) 林勝哉共訳 東京化学同人 1963
- Holland, Klein, Briggs『分子薬理学序説』林勝哉共訳 東京化学同人 1967

## 論文
- <大木幸介